# Ribas do Rio Pardo
Ribas do Rio Pardo is een gemeente in de Braziliaanse deelstaat Mato Grosso do Sul. De gemeente telt 20.077 inwoners (schatting 2009).
De gemeente grenst aan Água Clara, Brasilândia, Santa Rita do Pardo, Bandeirantes, Jaraguari, Campo Grande, Camapuã, Nova Alvorada do Sul, Nova Andradina en Bataguaçu.